# بحيرة تشاد

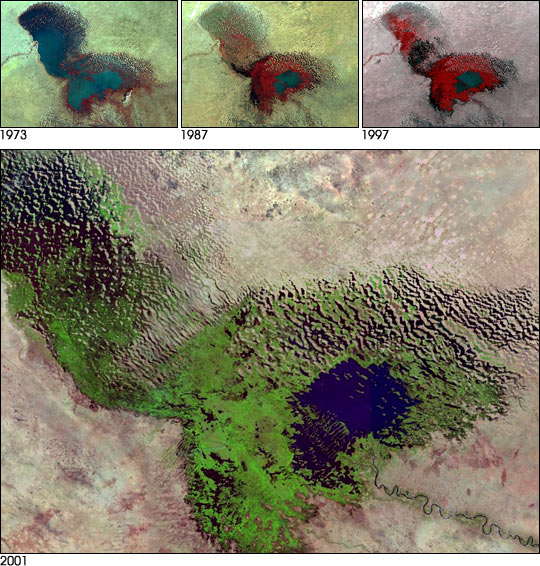
صورة بالقمر الصناعي تظهر مياه البحيرة باللون الأزرق وظهور نباتات القاع إلى سطح البحيرة نتيجة تقلص حجمها. (الصور العلوية تظهر التغييرات من العام 1973م وحتى 1997م.

بحيرة تشاد (بالفرنسية: Lac Tchad)، هي بحيرة تاريخية كبيرة وضحلة وحوض مغلق في أفريقيا، اختلف حجمها على مر القرون. ووفقًا لقاعدة بيانات معلومات الموارد العالمية التابعة لبرنامج الأمم المتحدة للبيئة، فقد تقلصت بنسبة تصل إلى 95٪ من عام 1963 إلى عام 1998، أظهرت صور الأقمار الصناعية التي التقطت للبحيرة عام 2007 تظهر تحسنًا كبيرًا في حجمها مقارنة بالسنوات السابقة. تعتبر بحيرة تشاد ذات أهمية اقتصادية، حيث توفر المياه لأكثر من 30 مليون شخص يعيشون في البلدان الأربعة المحيطة بها (تشاد والكاميرون والنيجر ونيجيريا) في الجزء الأوسط من الساحل الأفريقي. وهي أكبر بحيرة في حوض تشاد.
تاريخيًا عُدت سادس بحيرات العالم مساحة. تستقي 90% من مياهها من نهر شاري. تقلص متوسط مياه هذا النهر بشكل كبير بسبب موجات جفاف اجتاحت إقليم الساحل الإفريقي. وأدى ذلك إلى تدهور تنوع الأحياء فيها.
بسبب تدهور حالة البحيرة تحوَّل السكان من تربية الأبقار والجمال إلى تربية الأغنام والماعز، وهذا أدى إلى تدهور الغطاء النباتي واستهلاك النباتات الخشبية. وقد تناقصت مساحة البحيرة من 25,000كم² إلى 2,000كم².
أكثر من 20 مليون نسمة يعتمدون على بحيرة تشاد، وسيتضاعف هذا العدد بعد ربع قرن بمن فيهم الثمانية ملايين الذين يعيشون على البحيرة بشكل مباشرة.

## الجيولوجيا
تقع بحيرة تشاد في منطقة الساحل الأفريقي في غرب وسط إفريقيا، قريبة من الحدود الشمالية الشرقية لنيجيريا في أقصى غرب تشاد. كانت هذه البحيرة في السابق واقعة داخل حوض بحري كبير جدا أشبه ببحر كان يسمى «حوض تشاد العملاق». تصنف البحيرة تاريخياً كواحدة من أكبر البحيرات في أفريقيا. وتختلف مساحة سطحها بحسب الموسم وكذلك من سنة إلى أخرى. يوفر نهر شاري الذي يغذيه رافده نهر لوغون أكثر من 90 ٪ من مياه البحيرة، والباقي هي كمية صغيرة قادمة من نهر يوبا في نيجيريا / النيجر. وعلى الرغم من مستويات التبخر العالية، إلا أن مياه البحيرة هي مياه عذبة. أكثر من نصف مساحة البحيرة تستحوذ عليها العديد من جزرها الصغيرة (بما في ذلك أرخبيل بوجوميروم) والضفاف الطينية، وهناك حزام من المستنقعات يمر عبر الوسط يقسم البحيرة إلى نصفين شمالي وجنوبي. أما شواطئ البحيرة فتتكون إلى حد كبير من الأهوار.
نظرًا لأن بحيرة تشاد ضحلة جدًا (عمقها حوالي 10.5 متر (34 قدمًا)) لذا فهي تظهر تقلبات موسمية في الحجم. لا يوجد منفذ واضح لبحيرة تشاد ، لكن مياهها تتسرب إلى منخفضات سورو وبوديلي. يكون المناخ جافًا معظم أيام السنة، مع معدل هطول أمطار معتدل من يونيو حتى سبتمبر.

## التاريخ
أعطت بحيرة تشاد اسمها إلى دولة تشاد. اشتق اسم تشاد من الكلمة الكانورية «سادي» التي تعني حرفيًا «مساحة كبيرة من المياه». البحيرة هي بقايا بحر داخلي سابق، والذي كان موجودًا خلال الفترة الإفريقية الرطبة. في أكبر حجم لها، في وقت ما قبل 5000 قبل الميلاد، كانت بحيرة ميجا تشاد هي الأكبر من بين أربعة حفريات صحراوية، ويقدر أنها غطت مساحة 1،000،000 كيلومتر مربع (390،000 ميل مربع)، أكبر من بحر قزوين اليوم، وربما امتدت في أقصى الشمال الشرقي بحدود 100 كم (62 ميل) من فايا لارجو. يمثل نهر مايو كيبي، في أقصى حد له، منفذ باليولاك ميجا تشاد، ويربطها بنهر النيجر والمحيط الأطلسي. يبلغ عمق هذه النقطة المنخفضة على حافة الحوض حوالي 320 مترًا فوق مستوى سطح البحر، مما يعني أنه حتى لو تم إعادة ملء بحيرة تشاد إلى أقصى حد لها، فستظل على عمق حوالي 50 مترًا فقط.
إن وجود خراف البحر الأفريقي في تدفقات بحيرة تشاد هو دليل على تاريخ الفائض، حيث أن خروف البحر لا يوجد إلا في الأنهار المتصلة بالمحيط الأطلسي (أي أنه من غير الممكن أن يكون قد تطور بشكل منفصل في حوض تشاد المغلق). النطاق الكبير لمجرى نهر مايوكيبي هو أيضًا دليل على فيضان سابق من ميجا تشاد؛ إن مستجمعات المياه في المنبع اليوم أصغر من أن تحفر مثل هذه القناة الكبيرة.
وصل الرومان إلى البحيرة في القرن الأول لإمبراطوريتهم. خلال فترة أوغسطس كانت بحيرة تشاد لا تزال بحيرة ضخمة وتم إجراء بعثتين رومانيتين للوصول إليها: وصل سيبتيموس فلاكوس ويوليوس ماتيرنوس إلى "بحيرة فرس النهر (كما أطلق على البحيرة اسم كلوديوس بطليموس). انتقلت من طرابلس الساحلية في شمال ليبيا ومرت بالقرب من جبال تيبستي، ومرت كلتا البعثتين عبر أراضي الجرمنت، وتمكنا من مغادرة حامية صغيرة على "بحيرة فرس النهر ووحيد القرن" بعد ثلاثة أشهر من السفر في الأراضي الصحراوية. تم مسح بحيرة تشاد لأول مرة من الشاطئ من قبل الأوروبيين في عام 1823، وكانت تعتبر واحدة من أكبر البحيرات في العالم في ذلك الوقت. في عام 1851، قام فريق يضم المستكشف الألماني هاينريخ بارث بحمل قارب براً من طرابلس عبر الصحراء الكبرى بواسطة جمل عربي وقام بأول مسح أوروبي محمول بالماء. توفي زعيم الحملة البريطانية جيمس ريتشاردسون قبل أيام قليلة من وصوله إلى البحيرة. في كتاب ونستون تشرشل حرب النهر: سرد لاستعادة السودان، الذي نُشر عام 1899م، ذكر على وجه التحديد تقلص بحيرة تشاد. وقد كتب:

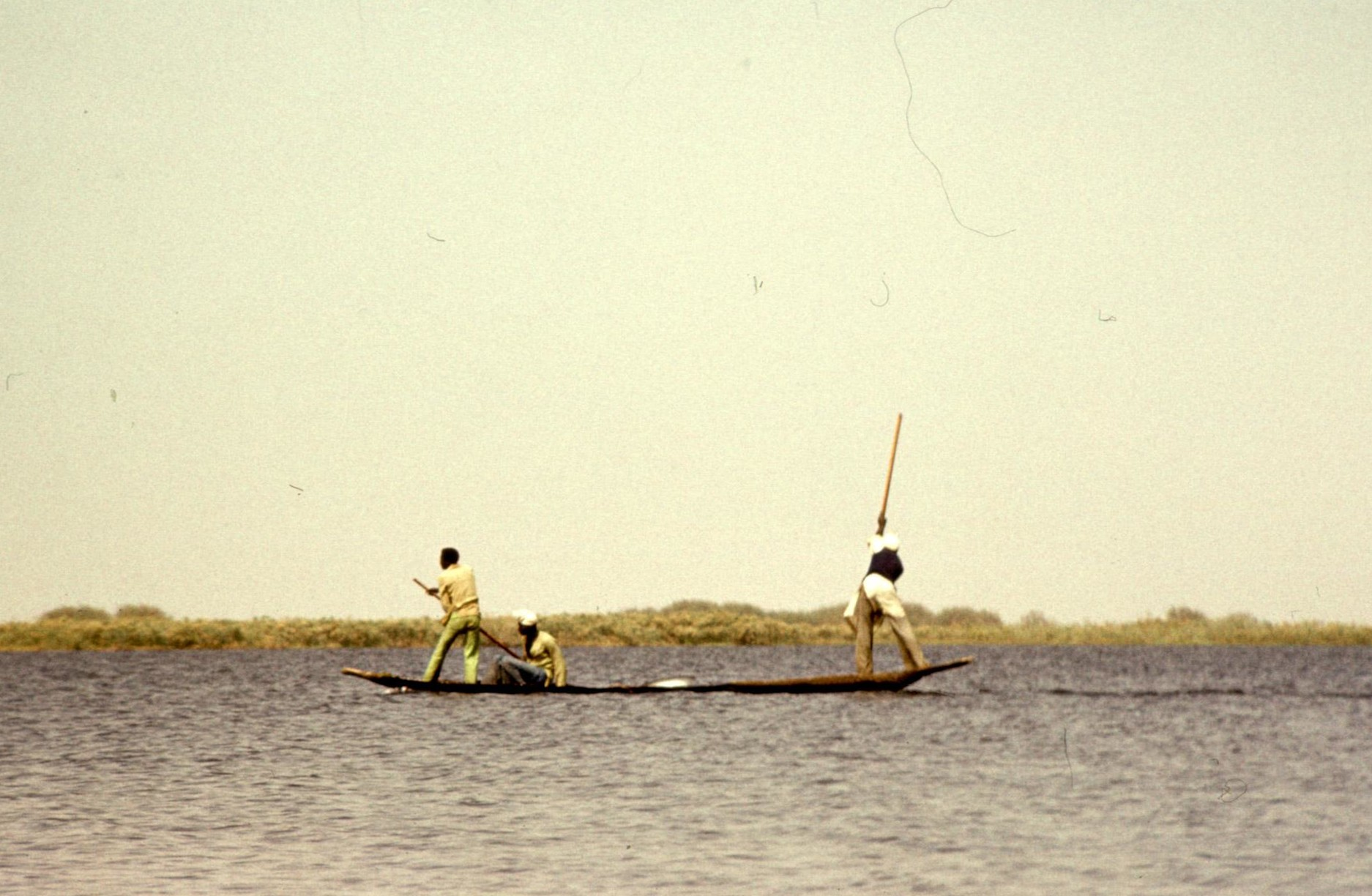
صيادي جماعات الكانوري 1970.

إجمالاً، تمتلك فرنسا ما يكفي لاحتلالها في وسط إفريقيا لبعض الوقت في المستقبل: وحتى عندما تنتهي المهمة الطويلة، من غير المحتمل أن تكون المناطق المحتلة ذات قيمة كبيرة. وهي تشمل صحراء الصحراء الكبرى ومساحات شاسعة من المستنقعات أو المستنقعات غير الربحية. نهر واحد مهم فقط ، نهر شاري ، يتدفق عبرها، ولا يصل أبدًا إلى البحر: وحتى بحيرة تشاد، التي يتدفق فيها نهر شاري، يبدو أنها تتسرب عبر مخرج ما تحت الأرض، وتتحول بسرعة من بحيرة إلى مستنقع هائل.

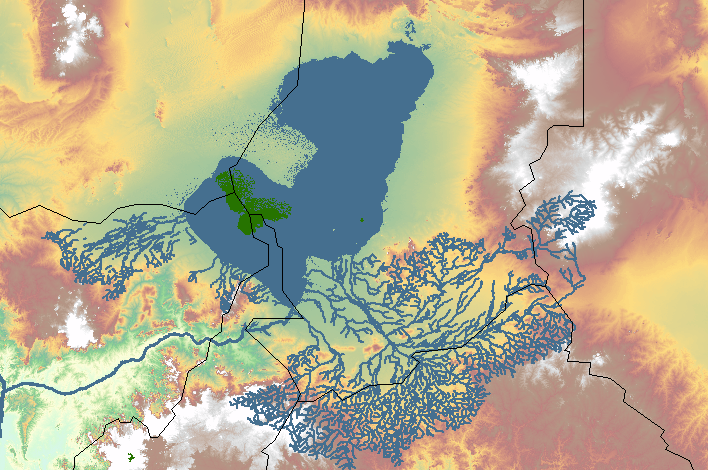
الحد الأقصي من امتداد بحيرة ميجا تشاد.

تقلصت بحيرة تشاد بشكل كبير منذ الستينيات، عندما كان ارتفاع خطها الساحلي حوالي 286 مترًا (938 قدمًا) فوق مستوى سطح البحر  وكانت مساحتها أكثر من 26000 كيلومتر مربع (10000 ميل مربع)، مما يجعل سطحها رابع أكبر الأسطح من حيث المساحة في أفريقيا. من المرجح أن الطلب المتزايد على مياه البحيرة من السكان المحليين قد أدى إلى تسريع انكماشها على مدار الأربعين عامًا الماضية.
بحلول عام 2000م، انخفض مداه إلى أقل من 1500 كيلومتر مربع (580 ميل مربع). ألقت دراسة نشرت عام 2001 في مجلة مجلة البحوث الجيوفيزيائية باللوم في تراجع البحيرة إلى حد كبير على الرعي الجائر في المنطقة المحيطة بالبحيرة، مما تسبب في التصحر وتراجع الغطاء النباتي. يتفق برنامج الأمم المتحدة للبيئة ولجنة حوض بحيرة تشاد على أن نصف انخفاض البحيرة على الأقل يُعزى إلى تغيير أنماط المناخ. يلقي برنامج الأمم المتحدة للبيئة باللوم على استخدام الإنسان للمياه، مثل طرق السدود والري غير الفعالة، بالنسبة لبقية الانكماش. في أواخر ديسمبر 2014، كانت بحيرة تشاد لا تزال كافية من حيث الحجم  بحيث يمكن للقوارب أن تنقلب أو تغرق. وكالة الفضاء الأوروبية مؤخرا قدمت بيانات تظهر زيادة فعلية في امتداد بحيرة تشاد بين عامي 1985 و2011.
قد تكون الإشارة إلى السهول الفيضية على أنها بحيرة مضللة، حيث إن أقل من نصف بحيرة تشاد مغطاة بالمياه خلال عام كامل. تعتبر الأجزاء المتبقية من الأراضي الرطبة.
حجم بحيرة تشاد البالغ 72 كيلومتر مكعب (17 ميل مكعب)  صغير جدًا بالنسبة إلى بحيرة تنجانيقا (18900 كيلومتر مكعب (4500 ميل)) وبحيرة فيكتوريا (2750 كيلومتر مكعب (660 ميل))، بحيرات أفريقية مماثلة مساحات السطح.

## النباتات
البحيرة  موطن لأكثر من 44 نوعًا من الطحالب. وهي على وجه الخصوص واحدة من أكبر منتجي السبيرولينا البرية في العالم. تحتوي البحيرة أيضًا على مساحات كبيرة من المستنقعات وأحواض القصب. تغطي السهول الفيضية الواقعة على شاطئ البحيرة الجنوبي أعشاب الأراضي الرطبة مثل إيينكولي الهرمية وفيتفيريا نيجريتانا واوريزا لونجيستاميناتا و هيبرينيا الروف.

## الحيوانات
يحتوي حوض بحيرة تشاد بأكمله على 179 نوعًا من الأسماك، أكثر من نصفها مشترك مع حوض نهر النيجر، ونصفها تقريبًا مشترك مع حوض نهر النيل، وحوالي الربع مشترك مع حوض نهر الكونغو. تحتوي بحيرة تشاد نفسها على 85 نوعًا من الأسماك. من بين 25 نوعًا متوطنًا في الحوض، تم العثور على برينس ديجاتي فقط في البحيرة نفسها. يتناقض هذا الثراء المنخفض نسبيًا في الأنواع والافتقار الفعلي لأنواع الأسماك المستوطنة بشدة مع البحيرات الأفريقية الكبيرة الأخرى، مثل فيكتوريا وتنجانيقا وملاوي.
يوجد العديد من الجزر العائمة في البحيرة. فهي موطن لمجموعة متنوعة من الحيوانات البرية، بما في ذلك الأفيال وفرس النهر والتمساح (كلها في حالة تدهور) ومجتمعات كبيرة من الطيور المهاجرة بما في ذلك البط الشتوي والراف (فيلوماكس بوغناكس) وغيرها من الطيور المائية والطيور الساحلية. هناك نوعان من الطيور شبه المستوطنة في المنطقة، بريينيا النهرية والقبرة الصدئة . يهدد تقلص البحيرة مواقع التعشيش للرافعة ذات التاج الأسود. خلال موسم الأمطار، تنتقل الأسماك إلى البحيرة الغنية بالمعادن للتكاثر والعثور على الطعام. كانت تسكن المناطق المحيطة بالبحيرة حيوانات آكلة اللحوم مثل الفهد الأفريقي والضبع المخطط وعناق الأرض .

## التهديدات والمتحفظات
هناك بعض الجدل حول الآليات التي تسبب اختفاء البحيرة. النظرية الرائدة، التي استشهدت بها الأمم المتحدة في أغلب الأحيان، هي أن الاستخدام غير المستدام للبحيرة من قبل كل من الحكومات والمجتمعات المحلية قد تسبب في الإفراط في استخدام البحيرة، وعدم السماح لها بالتجديد. يشير إلى أن تلوث الهواء الأوروبي قد أدى إلى تحويل أنماط هطول الأمطار إلى أقصى الجنوب، مما جعل المنطقة أكثر جفافاً وعدم السماح للبحيرة بالتجدد.
منذ تنفيذ اللوائح الجديدة في الاتحاد الأوروبي بشأن ملوثات الهواء، بدأ هطول الأمطار الآن كثيرا، مما يفسر التحسينات الصغيرة التي لوحظت منذ عام 2007.

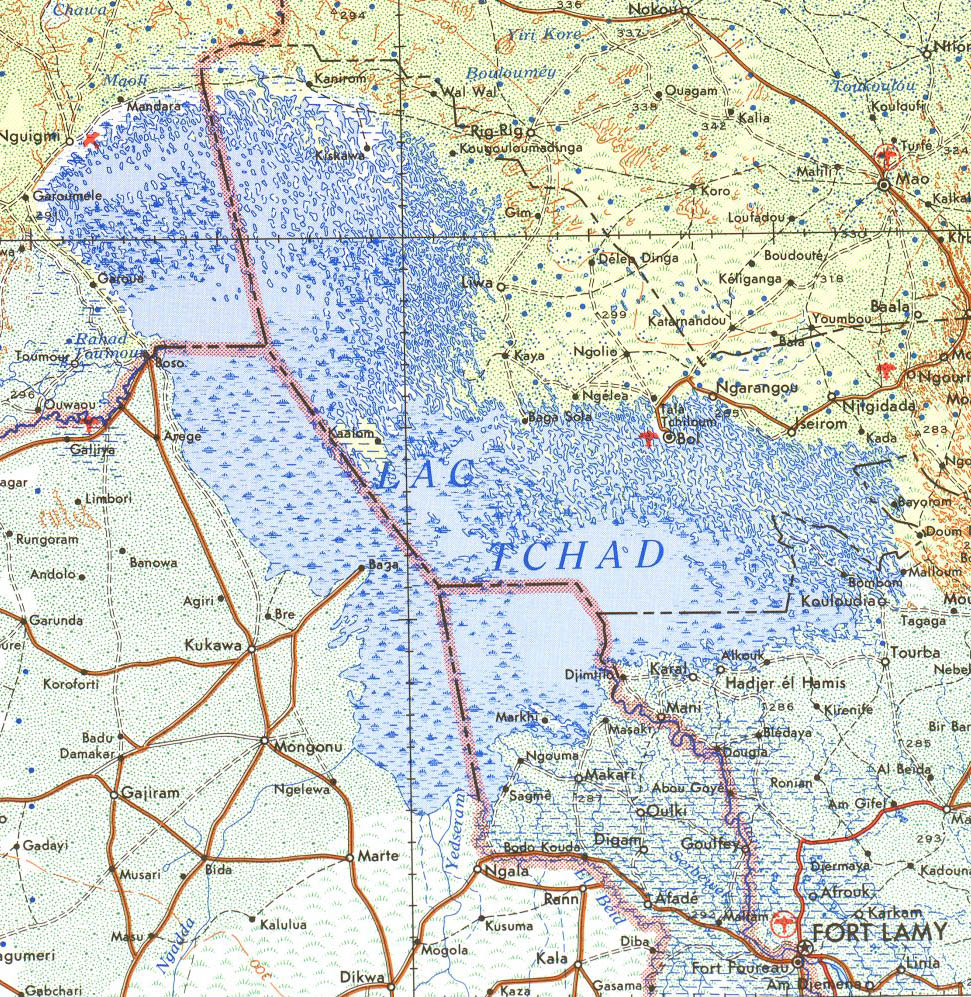
خريطة البحيرة عام 1973.

المنطقة المحمية الوحيدة هي محمية بحيرة تشاد، والتي تغطي نصف المنطقة المجاورة للبحيرة التي تنتمي إلى نيجيريا. تم إعلان البحيرة بأكملها كموقع رامسر ذي أهمية دولية.
في حديثه أمام الجمعية العامة الثالثة والسبعين للأمم المتحدة، حث رئيس نيجيريا المجتمع الدولي على المساعدة في مكافحة الأسباب الجذرية للنزاع المحيط بحوض بحيرة تشاد إندورهايك. ونُسبت أعمال العنف الأخيرة في المنطقة إلى التنافس بين المزارعين والرعاة الذين يسعون إلى ري المحاصيل وسقي القطعان على التوالي.

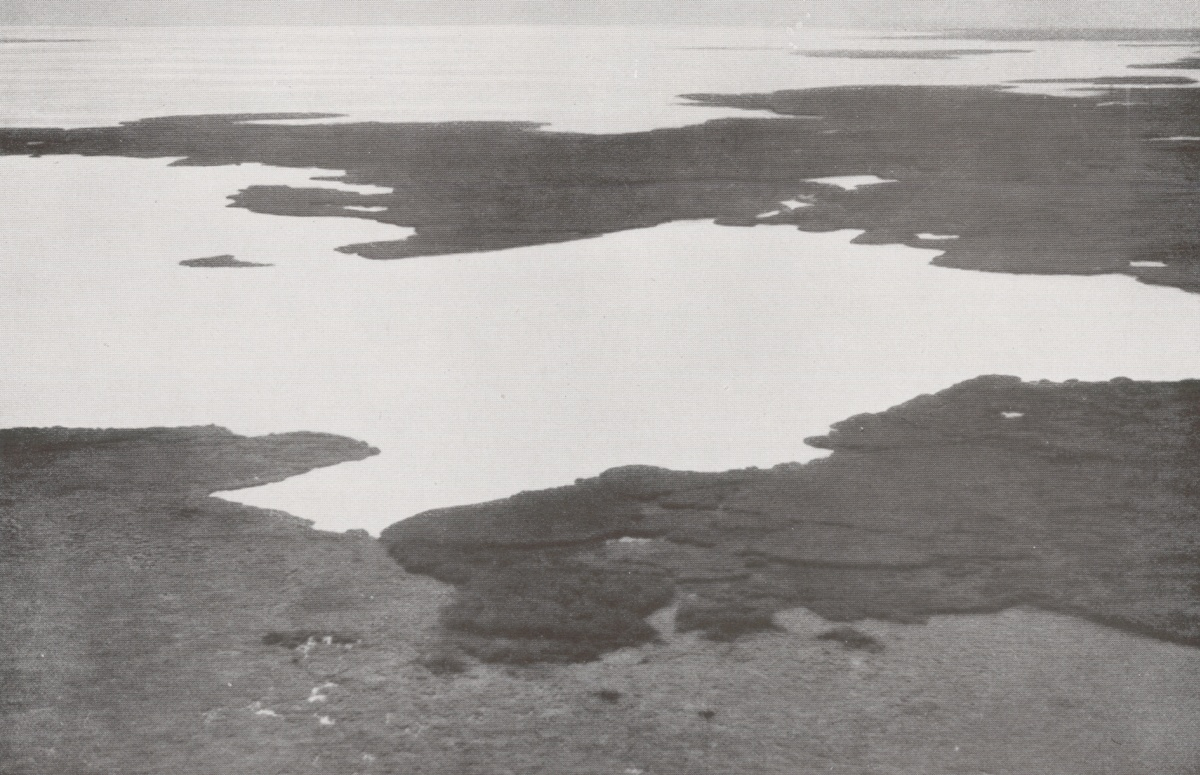
بحيرة تشاد عام 1930, صورة جوية بواسطة والتر ميتيلهولزر.

في سبتمبر 2020، من أجل استكشاف فرص النفط والتعدين في المنطقة، كتب وزير السياحة والثقافة التشادي إلى اليونسكو، الهيئة التي تمنح لقب التراث العالمي، طالبًا فيه «تأجيل عملية تسجيل بحيرة تشاد على قائمة التراث العالمي» .

### إدارة

مخطط ترانسكو لتجديد البحيرة.

تم اقتراح خطط لتوصيل نهر أوبانغي ببحيرة تشاد في عام 1929 من قبل هيرمان سورجيل في مشروعه أتلانتروبا ومرة أخرى في الستينيات. ستعمل الكمية الغزيرة من المياه من أوبانغي على تنشيط بحيرة تشاد المحتضرة وتوفير سبل العيش في صيد الأسماك والزراعة المحسّنة لعشرات الملايين من سكان إفريقيا الوسطى والساحل. تم اقتراح مخططات نقل المياه بين الأحواض في الثمانينيات والتسعينيات من قبل المهندس النيجيري ج. أومولو (مخطط ZCN) والشركة الإيطالية بونفيكا.
في عام 1994، اقترحت لجنة حوض بحيرة تشاد (LCBC) مشروعًا مشابهًا، وفي قمة مارس 2008، التزم رؤساء الدول الأعضاء في LCBC بمشروع التحويل. في أبريل 2008، أعلن LCBC عن طلب تقديم مقترحات لدراسة الجدوى الممولة من البنك الدولي.  وافقت الدول المجاورة على تخصيص موارد لترميم البحيرة، ولا سيما نيجيريا.
يمكن استخدام مشروع CIMA (كندا) المقترح كممر مائي داخلي، حيث يستخدم نفس تدفق المياه (100 متر مكعب / ثانية) مثل قناة موسكو.

### التأثير المحلي
تضاؤل البحيرة كان له آثار مدمرة على نيجيريا. بسبب الطريقة التي تقلصت بها بشكل كبير في العقود الأخيرة، تم تصنيف البحيرة على أنها كارثة بيئية من قبل منظمة الأمم المتحدة للأغذية والزراعة. تسبب التوسع السكاني والاستخراج غير المستدام للمياه البشرية من بحيرة تشاد في تعرض العديد من الأنواع الطبيعية إلى الإجهاد والتهديد من خلال انخفاض مستويات البحيرة.
على سبيل المثال، لوحظ انخفاض أو اختفاء كلب الصيد المعرض للانقراض في منطقة بحيرة تشاد. تسبب تقلص البحيرة أيضًا في ظهور العديد من النزاعات المختلفة، حيث تتجادل الدول المجاورة لبحيرة تشاد حول الحقوق في المناطق المتبقية من المياه. إلى جانب النزاعات الدولية، يتزايد العنف بين الدول أيضًا بين سكان البحيرة. يريد المزارعون والرعاة الحصول على المياه لمحاصيلهم وماشيتهم ويقومون بتحويل المياه باستمرار، بينما يريد صيادو البحيرة إبطاء أو إيقاف تحويل المياه من أجل منع استمرار الانخفاض في مستويات المياه مما يؤدي إلى مزيد من الضغط على أسماك البحيرة. علاوة على ذلك، فإن مجموعات الطيور والحيوانات الأخرى في المنطقة مهددة، بما في ذلك تلك التي تعمل كمصادر مهمة للغذاء للسكان المحليين.

## مقترحات لإنقاذ البحيرة
المطلوب لإنقاذ بحيرة تشاد هو تنفيذ مشروع سد بالمبو على نهر أوبانغى وربط نهري أوبنقي، وشارى لكي تتدفق المياه من نهر أوبانغي إلى نهر شارى وعمل كبير لمكافحة الرمال التي تهدد تدفق نهر شاري. إن هذا العمل خارج قدرة الدول المعنية ويحتاج الأمر إلى جهد دولي.